# 程畿
程畿（？—222年），字季然，東漢末年巴郡閬中人。

## 生平
劉璋割據益州時，程畿為漢昌長。

### 諫止龐羲
張魯認為劉璋為人懦弱，便不聽劉璋號令，襲殺別部司馬張脩，併吞他的軍隊。劉璋大怒之下殺害張魯的母親跟弟弟，張魯遂佔據漢中，劉璋遣中郎將龐羲擊張魯，無法取勝。劉璋命龐羲為巴西太守抵禦張魯。漢昌縣分佈有少數民族賨人（巴人所納的稅叫做賨，因此便將巴人稱為賨人），龐羲便徵召賨人入伍（賨人為人剛猛，漢高祖劉邦曾借助賨人的力量以平定關中）。於是有人便藉此向劉璋誣陷龐羲，因此劉璋便對龐羲有所猜忌。趙韙屢勸劉璋，劉璋不理，趙韙便感到忿忿不平，後來便反叛劉璋。
趙韙圍劉璋於成都。東州兵力戰趙韙，最後趙韙敗退到江州被殺。龐羲聽聞後感到害怕，於是想要謀求自守。龐羲便派程郁傳話給他的父親程畿，索求賨人部隊幫助自己。程畿告知龐羲：“募集私人軍隊，本來就不是為了叛變，縱使有人播弄是非，只要自己忠誠盡本分就好了；若因人構陷，懼而懷異心，請恕我無法遵從。”並教訓程郁說：“我受到一州的恩惠，應當為州牧竭盡忠誠和節義。你是郡吏，應當為太守效力，不能仗著我而動歪腦筋。”
龐羲聞之大怒，派人告訴程畿說：“要是你不照太守的話做，你的家人就慘了！”程畿引用樂羊飲子羹的故事，說道：「樂羊不是因為沒有父子之情才吃自己的兒子，而是為了大義。就算現在要把我兒子煮成肉羹給我吃，我也會吃。」龐羲受教，轉而送上重禮，向劉璋賠罪，劉璋便寬恕龐羲，也因此將程畿提拔為江陽太守。

### 夷陵殞命
劉備奪取益州後，逐領益州牧，任命程畿為從事祭酒。章武二年（公元222年）程畿隨劉備東征孫權，蜀軍大敗，於是溯江而上返回蜀地。有人告訴程畿：“追兵已經趕上，拋棄船隻，便可以逃脫。”程畿說：“我自從軍以來，未曾臨陣退縮，何況現在隨天子出軍，而陛下又正處於危難之中呢！ ”於是揮舞戰戟力鬥追兵，因寡不敵眾而陣亡。

## 藝術形象

### 三國演義
於第八十四回《陸遜營燒七百里 孔明巧布八陣圖》登場，夷陵之戰時，劉備見吳軍旗幟突然倒下，程畿諫說是陸遜過來試探己方，但劉備不信。後來蜀軍大敗，程畿不願與他人撤退，自知無路可退而拔劍自殺。

## 家庭

### 子
- 程郁
- 程祁，字公弘，受到諸葛亮賞識，[8]早夭。